# The Most Beautiful Moment in Life: Young Forever
The Most Beautiful Moment in Life: Young Forever (tiếng Hàn: 화양연화 Young Forever; Hanja: 花樣年華 Young Forever; Romaja: Hwayangyeonhwa Young Forever) là album tổng hợp tiếng Hàn đầu tiên của nhóm nhạc nam Hàn Quốc BTS. Album được phát hành vào ngày 2 tháng 5 năm 2016, với 2 phiên bản album, ngày và đêm. Album có tổng cộng 23 bài hát, trong đó có 3 đĩa đơn mới ("Epilogue: Young Forever", "Fire" và "Save Me") và hầu hết các bài hát từ The Most Beautiful Moment in Life, Pt. 1 và The Most Beautiful Moment in Life, Pt. 2, cũng như một số bản remix.

## Bối cảnh và phát hành
Vào ngày 21 tháng 3 năm 2016, Big Hit Entertainment thông báo về sự trở lại sắp tới của BTS và một buổi hòa nhạc dự kiến tổ chức vào tháng 5. BTS đã phát hành teaser của buổi hòa nhạc vào ngày 7 tháng 4 trên tài khoản Twitter chính thức của nhóm với tên gọi "Motion Posters". Sau đó, nhóm đã phát hành các bức ảnh khái niệm vào ngày 21 và 24 tháng 4, cho biết rằng album vật lý sẽ có sẵn trong 2 phiên sẵn, ngày và đêm. Cả 2 phiên bản đều bao gồm một cuốn sách ảnh, polaroid, mini photocard và áp phích. The video teaser cho buổi hòa nhạc được phát hành vào ngày 25 tháng 4. Danh sách bài hát được phát hành vào ngày 27 tháng 4, tiết lộ rằng đây sẽ là một album tổng hợp với tổng cộng 23 bài hát. Nhóm cũng phát hành bản thiết kế và chi tiết của album vật lý. Vào ngày 29 tháng 4, Big Hit Entertainment đã phát hành bản xem trước cho video âm nhạc "Fire" của BTS.

## Video âm nhạc
Video âm nhạc của "Epilogue: Young Forever" được phát hành vào ngày 19 tháng 4, ghi lại hình ảnh các thành viên chạy trong mê cung đầy hàng rào cũng như hồi tưởng các khung cảnh trong video âm nhạc của "I Need U", "On Stage: Prologue" và "Run". Nó được sản xuất và đạo diễn bởi GDW. Video âm nhạc cho "Fire," bài hát chủ đề của album, được phát hành vào ngày 2 tháng 5. Nó có cảnh các thành viên nhảy múa và tiệc tùng ở một nơi bị bỏ hoang trong biển lửa. Video được sản xuất và đạo diễn bởi Lumpens, và GDW. Fuse nói rằng, "Đoạn cắt có cảm giác giống như một phiên bản nâng cấp của "Dope", một bài hát từ The Most Beautiful Moment In Life, Pt. 1. Video âm nhạc đi kèm cũng cho thấy các thành viên thể hiện vũ đạo mạnh mẽ nhất của nhóm từ trước cho đến nay". Vào ngày 9 tháng 5, BTS đã phát hành phiên bản vũ đạo của video âm nhạc "Fire" trước thời gian quảng bá trên các chương trình âm nhạc. Vũ đạo do Keone Madrid biên đạo. Video âm nhạc của "Save Me" được phát hành vào ngày 15 tháng 5, được quay dưới dạng one-take.  Vũ đạo được biên đạo bởi The Quick Style Crew, và video âm nhạc cũng được sản xuất và đạo diễn bởi GDW.

## Quảng bá
Vào ngày 1 tháng 5, BTS đã tổ chức một chương trình trở lại trên V Live của Naver, đã nhận được hơn 100 triệu lượt thích trong buổi phát sóng vào đêm phát hành. Nhóm  đã tổ chức một cuộc họp báo cho chuyến lưu diễn thứ ba của nhóm, 2016 BTS LIVE The Most Beautiful Moment in Life On Stage: Epilogue, vào ngày 7 tháng 5. Các buổi diễn đầu tiên được tổ chức vào ngày 7 và 8 tháng 5 tại Olympic Gymnastics Arena ở Hàn Quốc, nơi BTS biểu diễn các bài hát trong album. Tổng cộng, chuyến lưu diễn đã được tổ chức tại 9 thành phố ở nước ngoài và kết thúc ở Nhật Bản. BTS quyết định chỉ quảng bá trên các chương trình âm nhạc trong 1 tuần, biểu diễn trên Mnet, KBS, MBC và SBS theo kế hoạch để bắt đầu các hoạt động cá nhân, biểu diễn và lịch trình ở nước ngoài, bắt đầu với M! Countdown vào ngày 12 tháng 5.

## Diễn biến thương mại 
Vé cho buổi hòa nhạc riêng đầu tiên của BTS vào năm 2016, BTS LIVE The Most Beautiful Moment in Life On Stage: Epilogue, đã cháy vé ngay lập tức, gây ra lỗi kết nối trên vi tính và các trang di động của Interpark Ticket do lượng truy cập quá tải. Các từ khóa tìm kiếm liên quan đến buổi hòa nhạc cũng đứng đầu trên các trang cổng thông tin, vì cả người hâm mộ và công chúng đều thể hiện sự quan tâm cao. Sau khi album và video âm nhạc của "Fire" được phát hành vào ngày 2 tháng 5, "Fire" trở thành video âm nhạc của BTS đạt 1 triệu lượt xem nhanh nhất vào thời điểm đó chỉ sau 6 giờ. Video đạt 10 triệu lượt xem trong 75 giờ. Các video cho "Fire" và "Save Me" lần lượt xếp ở vị trí số 1 và vị trí số 2 trên danh sách Video K-pop được xem nhiều nhất ở Hoa Kỳ, trên toàn thế giới: tháng 5 năm 2016 của Billboard. BTS cũng vươn lên vị trí số 15 trong hạng mục nghệ sĩ trên YouTube Music Global Top 100.
BTS đứng đầu Billboard World Digital Songs với bài hát chủ đề "Fire", "Save Me" và "Epilogue: Young Forever" xếp ở 3 vị trí cao nhất của bảng xếp hạng, điều mà một nghệ sĩ K-pop chưa từng đạt được. "Fire" đạt được thành tích "all-kill" trên các bảng xếp hạng âm nhạc Hàn Quốc (đồng thời đứng ở vị trí số 1 trên tất cả các bảng xếp hạng), và nhận được 3 chiến thắng trên các chương trình âm nhạc khi biểu diễn trên M! Countdown, Music Bank, và Inkigayo.
The Most Beautiful Moment in Life: Young Forever trở thành album thứ hai liên tiếp của BTS lọt vào bảng xếp hạng Billboard 200, ở vị trí số 107, là bài hát K-pop thứ hai làm được điều này. Nó ra mắt ở vị trí số 2 trên Billboard World Albums và vị trí số 10 trên Billboard Top Heatseekers. The Most Beautiful Moment in Life: Young Forever được báo cáo là đã bán được hơn 300,000 bản trước khi mở bán sau chưa đầy 1 tuần. Theo bảng xếp hạng Hanteo, 100,000 bản của album đã được bán trong 3 ngày đầu tiên phát hành và 164,868 bản đã được bán trong tuần đầu tiên. Album đứng đầu Gaon Weekly Chart trong 2 tuần liên tiếp. Nó cũng đứng đầu Gaon Monthly Chart vào tháng 5 với hơn 310,000 album được bán ra, và trở thành album bán chạy thứ tư trên Gaon Album Chart vào năm 2016. BTS đã nhận được giải Daesang đầu tiên hay còn gọi là "giải thưởng lớn" với album này — Album của năm tại Melon Music Awards lần thứ 8 vào năm 2016. Big Hit Entertainment cũng chia sẻ rằng doanh số tổng hợp không chính thức của tất cả các album từ chuỗi album The Most Beautiful Moment in Life sẽ sớm đạt mốc 1 triệu bản vì nó đã bán được tổng cộng 930,000 bản vào thời điểm đó.

## Danh sách bài hát
Các khoản ghi chú được trích từ album chính thức.
| CD 1             | CD 1                                                                                 | CD 1                                                                   | CD 1                      | CD 1       |
| STT              | Nhan đề                                                                              | Sáng tác                                                               | Sản xuất                  | Thời lượng |
| ---------------- | ------------------------------------------------------------------------------------ | ---------------------------------------------------------------------- | ------------------------- | ---------- |
| 1.               | "Intro: 화양연화" (Intro: Hwayangyeonhwa / Intro: The Most Beautiful Moment in Life) | Slow Rabbit Suga                                                       | Slow Rabbit Suga          | 2:03       |
| 2.               | "I Need U"                                                                           | "Hitman" Bang RM Suga J-Hope Brother Su                                | Pdogg                     | 3:30       |
| 3.               | "잡아줘" (Jabajwo / Hold Me Tight)                                                   | Slow Rabbit Pdogg RM Suga J-Hope 김번창 V                              | Slow Rabbit               | 4:34       |
| 4.               | "고엽" (Goyeop / Autumn Leaves)                                                      | Suga Slow Rabbit Jungkook "Hitman" Bang RM J-Hope                      | Suga Slow Rabbit          | 4:28       |
| 5.               | "Butterfly" (Prologue Mix)                                                           | "Hitman" Bang Slow Rabbit Brother Su                                   | "Hitman" Bang Slow Rabbit | 4:55       |
| 6.               | "Run"                                                                                | Pdogg "Hitman" Bang RM Suga V Jungkook J-Hope                          | Pdogg                     | 3:57       |
| 7.               | "Ma City"                                                                            | Pdogg "Hitman" Bang RM Suga J-Hope                                     | Pdogg                     | 4:18       |
| 8.               | "뱁새" (Baepsae / Crow-Tit / Try-Hard)                                               | Pdogg Supreme Boi RM Slow Rabbit                                       | Pdogg                     | 3:54       |
| 9.               | "쩔어" (Jjeoreo / Dope)                                                              | Pdogg earattack "Hitman" Bang RM Suga J-Hope                           | Pdogg                     | 4:00       |
| 10.              | "불타오르네 (Fire)" (Bultaoreune / Burning Up)                                       | Pdogg "Hitman" Bang RM Suga Devine Channel                             | Pdogg                     | 3:23       |
| 11.              | "Save Me"                                                                            | Pdogg Ray Michael Djan Jr Ashton Foster Samantha Harper RM Suga J-Hope | Pdogg                     | 3:16       |
| 12.              | "Epilogue: Young Forever"                                                            | Slow Rabbit RM "Hitman" Bang Suga J-Hope                               | RM Slow Rabbit            | 2:51       |
| Tổng thời lượng: | Tổng thời lượng:                                                                     | Tổng thời lượng:                                                       | Tổng thời lượng:          | 45:09      |

| CD 2             | CD 2                                     | CD 2                                                      | CD 2                 | CD 2       |
| STT              | Nhan đề                                  | Sáng tác                                                  | Producer(s)          | Thời lượng |
| ---------------- | ---------------------------------------- | --------------------------------------------------------- | -------------------- | ---------- |
| 1.               | "Converse High"                          | Pdogg Slow Rabbit RM Suga J-Hope                          | Pdogg Slow Rabbit    | 3:29       |
| 2.               | "이사" (Isa / Moving On)                 | Pdogg RM Suga J-Hope                                      | Pdogg                | 4:52       |
| 3.               | "Whalien 52"                             | Pdogg Brother Su "Hitman" Bang RM Suga J-Hope Slow Rabbit | Pdogg                | 4:04       |
| 4.               | "Butterfly"                              | "Hitman" Bang Slow Rabbit Pdogg Brother Su RM Suga J-Hope | Pdogg                | 4:00       |
| 5.               | "House of Cards" (full-length edition)   | Slow Rabbit Brother Su "Hitman" Bang                      | Slow Rabbit          | 3:46       |
| 6.               | "Love Is Not Over" (full-length edition) | Jungkook Slow Rabbit Pdogg Jin RM Suga J-Hope             | Jungkook Slow Rabbit | 3:42       |
| 7.               | "I Need U" (Urban Mix)                   | Pdogg "Hitman" Bang RM Brother Su                         | 보라돌이 Slow Rabbit | 3:35       |
| 8.               | "I Need U" (Remix)                       | Pdogg "Hitman" Bang RM Brother Su                         | Shaun                | 3:42       |
| 9.               | "Run" (ballad mix)                       | Pdogg "Hitman" Bang RM Suga V Jungkook                    | Slow Rabbit          | 4:17       |
| 10.              | "Run" (alternative mix)                  | Pdogg "Hitman" Bang RM Suga V Jungkook J-Hope             | Pdogg                | 3:56       |
| 11.              | "Butterfly" (alternative mix)            | "Hitman" Bang Slow Rabbit Pdogg Brother Su RM Suga J-Hope | Pdogg                | 4:01       |
| Tổng thời lượng: | Tổng thời lượng:                         | Tổng thời lượng:                                          | Tổng thời lượng:     | 43:24      |

## Bảng xếp hạng
| Bảng xếp hạng (2016–2020)            | Vị trí cao nhất |
| ------------------------------------ | --------------- |
| Album Bỉ (Ultratop Vlaanderen)       | 118             |
| Album Bỉ (Ultratop Wallonie)         | 164             |
| Album Canada (Billboard)             | 99              |
| Album Hà Lan (Album Top 100)         | 189             |
| Album Hungaria (MAHASZ)              | 13              |
| Album Nhật Bản (Oricon)              | 15              |
| Album Hàn Quốc (Gaon)                | 1               |
| UK Independent Albums (OCC)          | 19              |
| Album Hoa Kỳ Billboard 200           | 107             |
| Album Hoa Kỳ Independent (Billboard) | 42              |
| Album Hoa Kỳ World (Billboard)       | 2               |

| Bảng xếp hạng (2016)    | Vị trí cao nhất |
| ----------------------- | --------------- |
| Album Nhật Bản (Oricon) | 17              |
| Album Hàn Quốc (Gaon)   | 1               |

| Bảng xếp hạng (2016)  | Vị trí |
| --------------------- | ------ |
| Album Hàn Quốc (Gaon) | 4      |
| Bảng xếp hạng (2017)  | Vị trí |
| Album Hàn Quốc (Gaon) | 98     |
| Bảng xếp hạng (2018)  | Vị trí |
| Album Hàn Quốc (Gaon) | 85     |
| Bảng xếp hạng (2019)  | Vị trí |
| Album Hàn Quốc (Gaon) | 43     |
| Bảng xếp hạng (2020)  | Vị trí |
| Album Hàn Quốc (Gaon) | 64     |

| Bảng xếp hạng                           | Vị trí cao nhất |
| --------------------------------------- | --------------- |
| US World Digital Song Sales (Billboard) | 3               |
| Hàn Quốc (Gaon Singles Chart)           | 29              |

| Billboard World Digital Songs (2016)       | Vị trí cao nhất |
| ------------------------------------------ | --------------- |
| "House of Cards"                           | 9               |
| "Love Is Not Over"                         | 10              |
| "Intro: The Most Beautiful Moment in Life" | 24              |

## Doanh số và chứng nhận
| Quốc gia                                                    | Chứng nhận | Số đơn vị/doanh số chứng nhận |
| ----------------------------------------------------------- | ---------- | ----------------------------- |
| Hàn Quốc                                                    | —          | 847,057                       |
| Trung Quốc                                                  | —          | 155,076                       |
| Nhật Bản                                                    | —          | 13,511                        |
| Anh Quốc (BPI)                                              | Bạc        | 60.000‡                       |
| Hoa Kỳ                                                      | —          | 6,000                         |
| ‡ Chứng nhận dựa theo doanh số tiêu thụ và phát trực tuyến. |            |                               |

## Giải thưởng
| Nhà xuất bản | Danh sách                                                              | Đề cử                                            | Vị trí | Nguồn  |
| ------------ | ---------------------------------------------------------------------- | ------------------------------------------------ | ------ | ------ |
| Billboard    | 25 album K-pop xuất sắc nhất trong thập niên 2010: Danh sách nhân viên | The Most Beautiful Moment in Life: Young Forever | 3      | [ 81 ] |

### Lễ trao giải âm nhạc
| Năm  | Giải thưởng        | Hạng mục      | Kết quả   | Nguồn  |
| ---- | ------------------ | ------------- | --------- | ------ |
| 2016 | Melon Music Awards | Album của năm | Đoạt giải | [ 53 ] |

### Chương trình âm nhạc
| Bài hát | Tên chương trình | Ngày phát sóng      | Nguồn  |
| ------- | ---------------- | ------------------- | ------ |
| "Fire"  | M! Countdown     | 12 tháng 5 năm 2016 | [ 45 ] |
| "Fire"  | Music Bank       | 13 tháng 5 năm 2016 | [ 46 ] |
| "Fire"  | Inkigayo         | 15 tháng 5 năm 2016 | [ 47 ] |

## Lịch sử phát hành
| Quốc gia | Ngày phát hành     | Định dạng          | Hãng đĩa                                 |
| -------- | ------------------ | ------------------ | ---------------------------------------- |
| Hàn Quốc | 2 tháng 5 năm 2016 | CD tải kỹ thuật số | Big Hit Entertainment Loen Entertainment |
| Nhật Bản | 8 tháng 5 năm 2016 | CD tải kỹ thuật số | Big Hit Entertainment Loen Entertainment |
| Đài Loan | 1 tháng 6 năm 2016 | CD                 | Universal Music Group                    |